# Pele morena
A pele morena é um espectro da cor da pele humana. É frequentemente associada à pigmentação do Tipo III, do Tipo IV e do Tipo V da Escala de Fitzpatrick. Geralmente refere-se à pele de cor marrom (castanha) clara ou moderada, amarronzada ou bronzeada, e é frequentemente descrita como tendo tons amarelados, esverdeados ou dourados.

## Características e distribuição geográfica
A pigmentação do tipo III é frequente entre populações de partes do Mediterrâneo, Ásia e América Latina. Esse tipo de pele às vezes queima suavemente e bronzeia gradualmente, mas sempre bronzeia.
A pigmentação do tipo IV é frequente entre as populações do Mediterrâneo, bem como partes da Ásia e da América Latina. Varia do amarronzado ao moreno mais escuro.  Esse tipo de pele raramente queima e bronzeia facilmente.
A pigmentação tipo V é frequente entre as populações do Oriente Médio, partes do Mediterrâneo, partes da África, América Latina e do subcontinente indiano. Este tipo de pele muito raramente queima e bronzeia facilmente.

### Na Europa
Entre os europeus, a pele morena é mais comum nos países do sul da Europa: cerca de 45% dos portugueses têm a pele naturalmente morena, segundo estudo de fenótipo realizado na década de 1930. No Sul da Itália, a pele morena também é comum. No Norte da Europa, a pele morena é menos comum que no sul: segundo estudo de 2005, cerca de 11% das pessoas de ascendência norte-europeia têm pele morena.

### No Brasil
No Brasil, o termo "moreno" é o mais usado quando as pessoas classificam sua cor de pele. Segundo pesquisa do Datafolha de 1995, 43% dos brasileiros classificaram espontaneamente sua cor como "morena" e suas variações ("morena clara" e "morena escura").
No idioma português, o termo "moreno" é mais usado pela população, embora seja um termo ambíguo e que apenas parcialmente esteja ligado à miscigenação. Nos censos brasileiros, não existe a categoria "moreno", mas a categoria de pardos, e, segundo o pesquisador José Luiz Petruccelli, os brasileiros que se veem como "morenos" normalmente declaram-se pardos nas pesquisas censitárias.

## Galeria

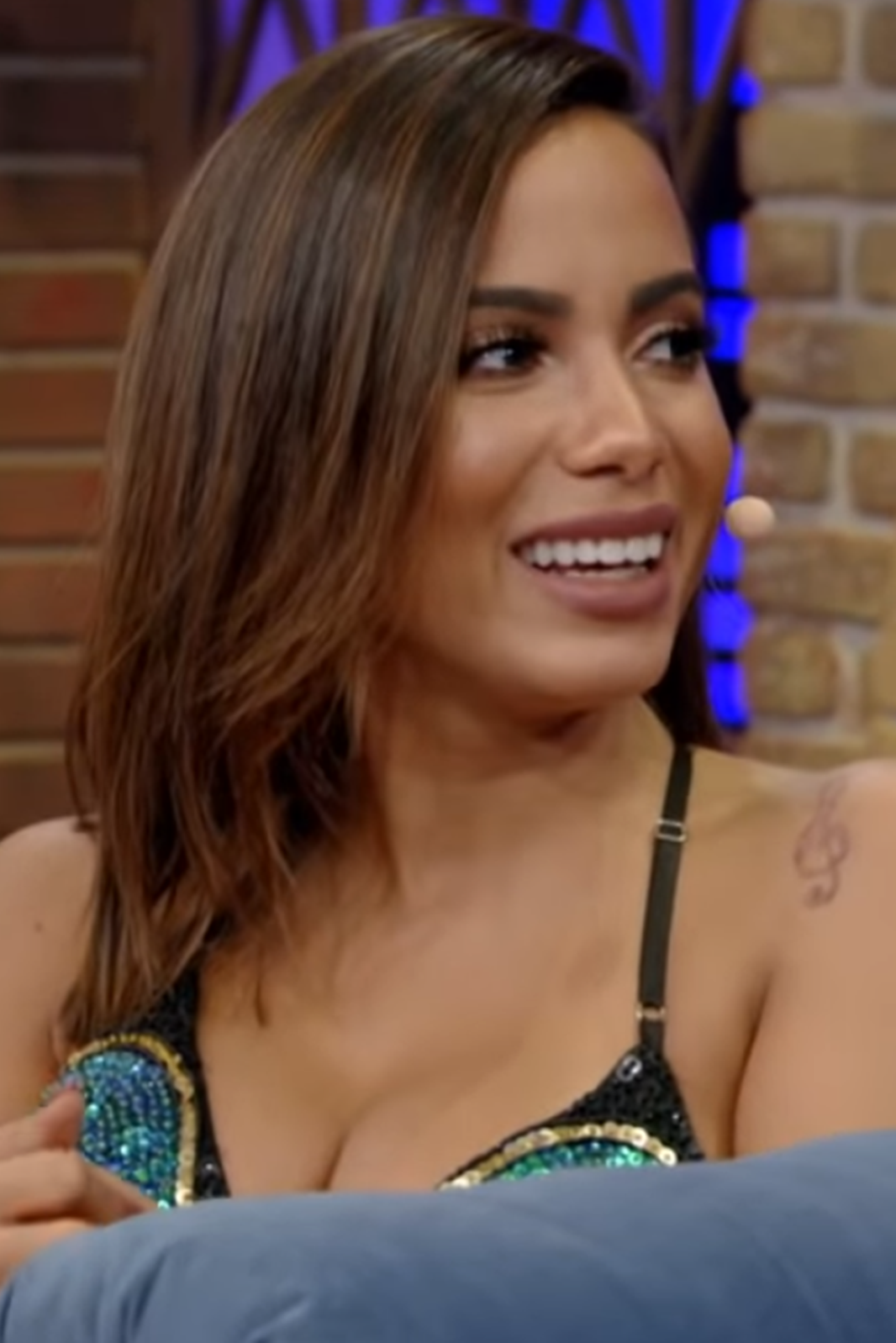
Anitta, cantora brasileira
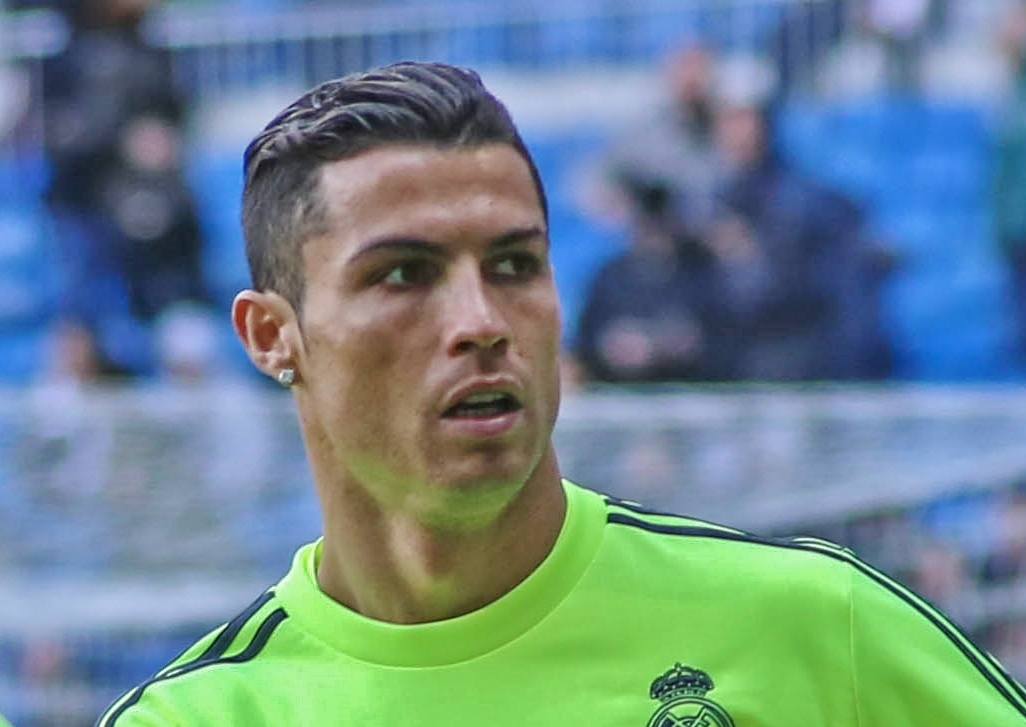
Cristiano Ronaldo, jogador de futebol português
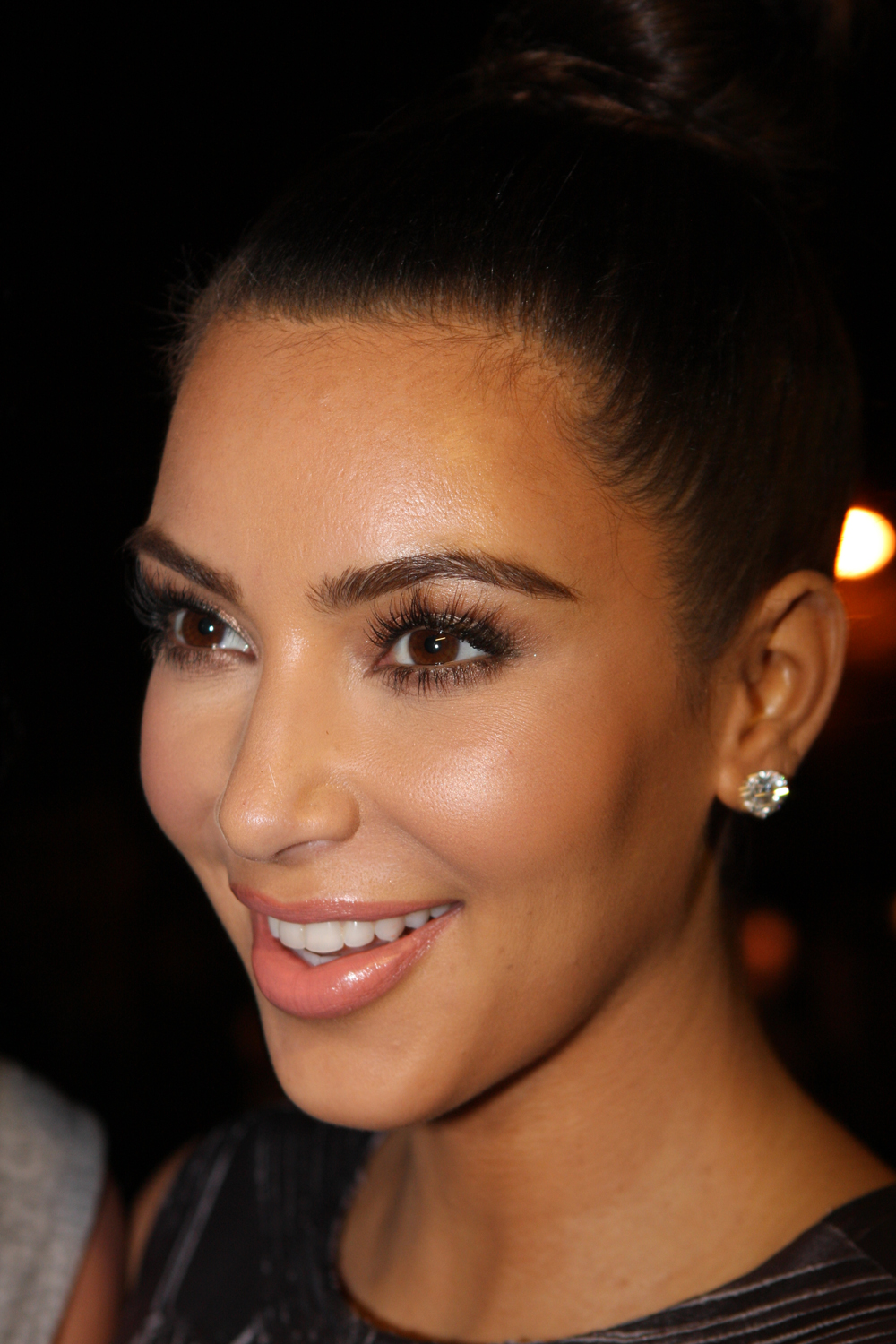
Kim Kardashian: socialite norte-americana
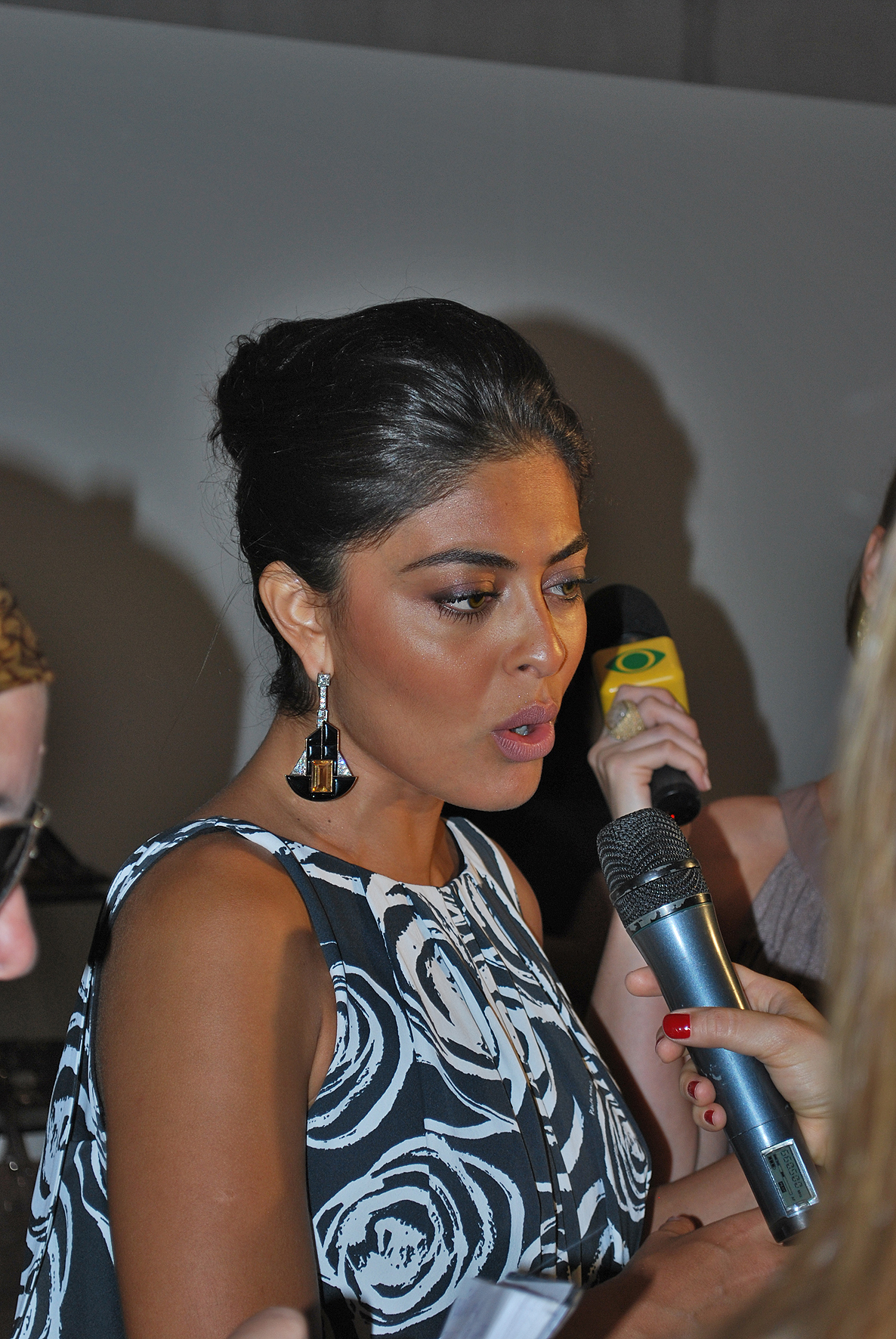
Juliana Paes, atriz brasileira
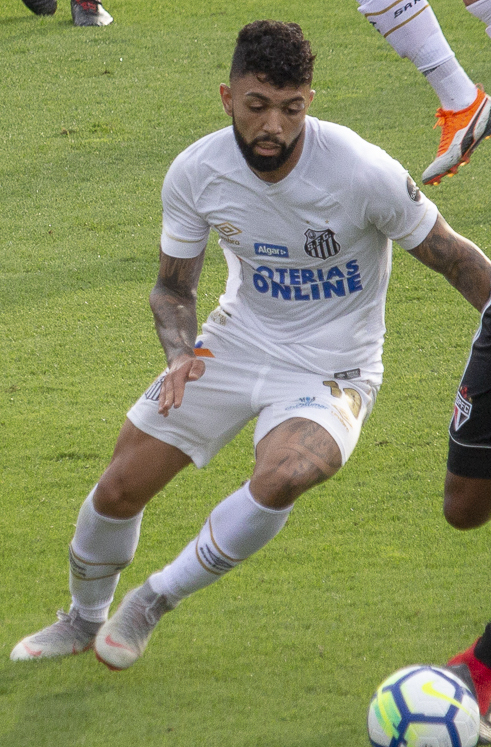
Gabriel Barbosa, jogador brasileiro
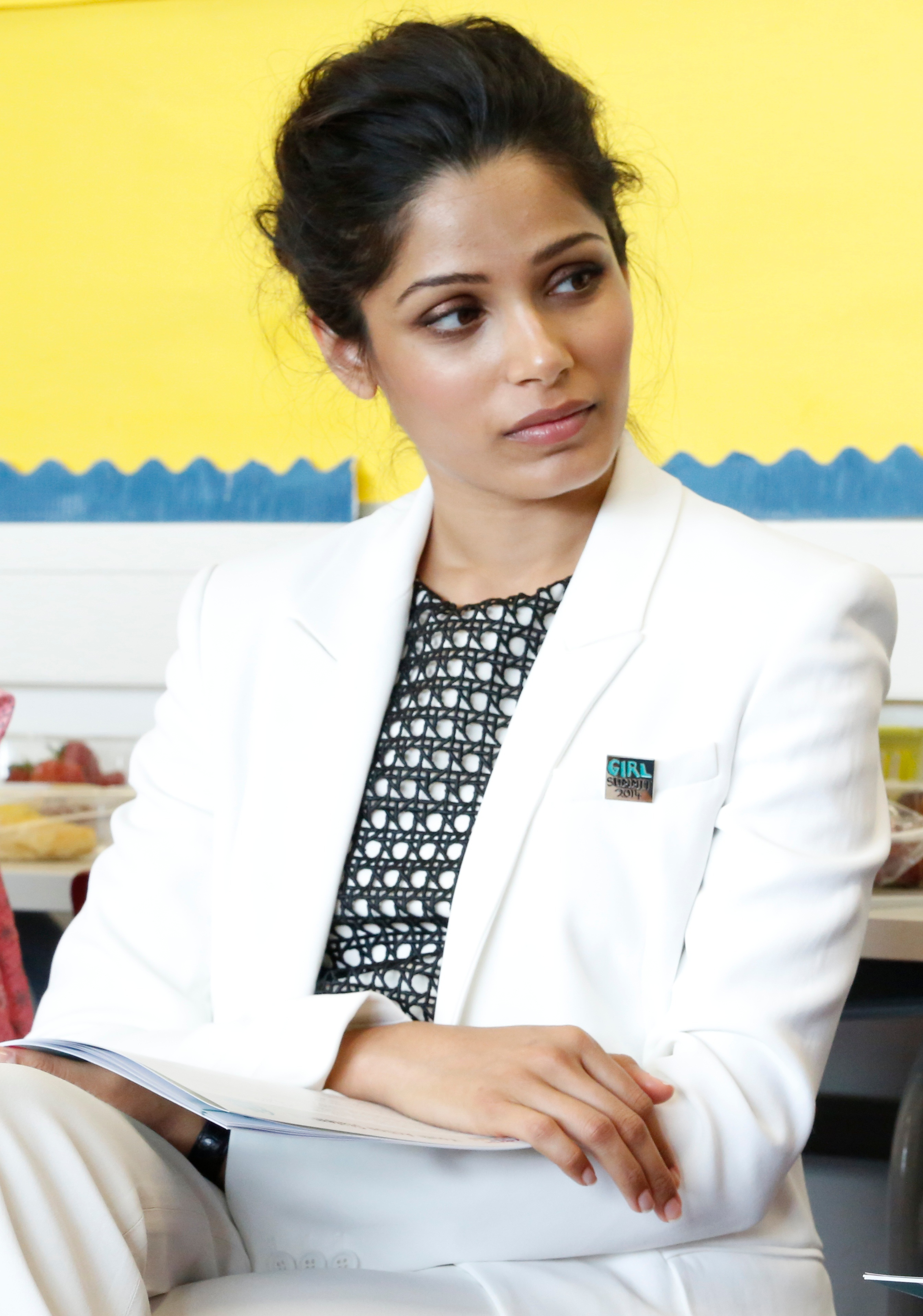
Freida Pinto, atriz indiana
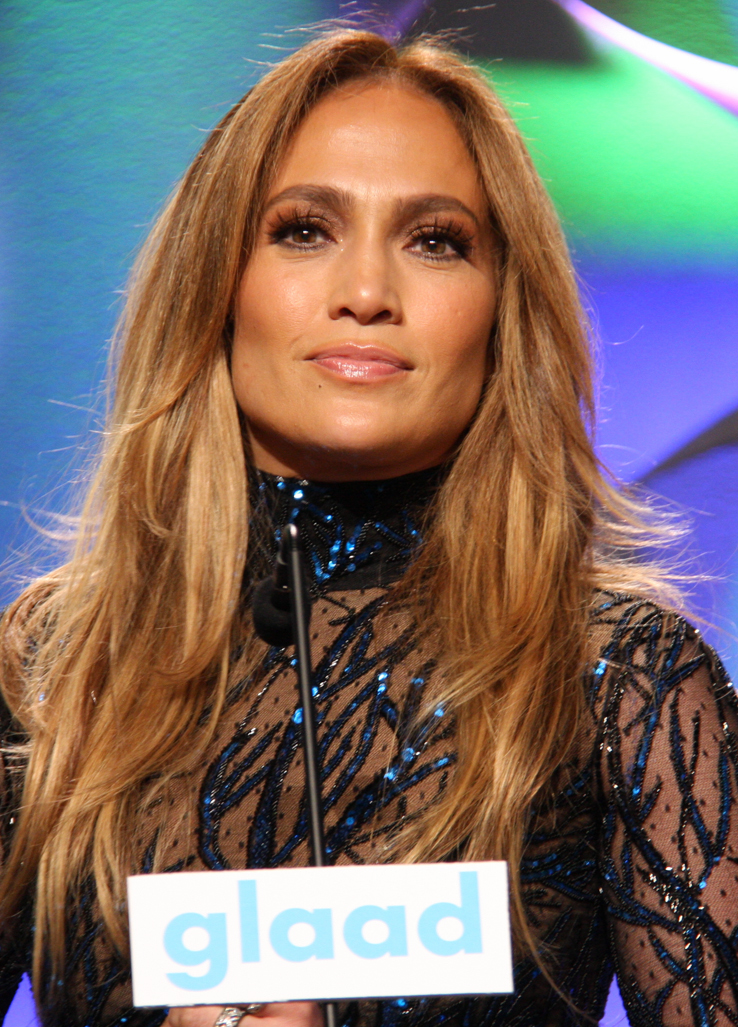
Jennifer Lopez, atriz norte-americana